# 愚园路1320弄
愚园路1320弄11号（又称长宁区政府11号楼）位于中華人民共和國上海市长宁区愚园路1320弄原新华村内11号。建于1925年，属英式独立洋房，带花园和老虎窗，室外楼梯可直接上二楼居室。原为新华村外侨住宅后被中共长宁区委机关使用，2013年至2015年为上海国盛（集团）有限公司使用（现迁至幸福路137号），2016年11月成为上海长宁金融园用址，同时计划为45户金融类企业注册。2018年作为国际钢琴节的钢琴花园地点。已列为文物保护点和上海市优秀历史建筑

。